# Sitta frontalis
El trepador piquirrojo (Sitta frontalis) es una especie de ave paseriforme de la familia Sittidae.
Se distribuye a lo largo del sur de Asia (por Pakistán, la India y Sri Lanka) hacia el este y sur de China e Indonesia.

## Descripción y hábitat
Es una especie residente de todos los tipos de bosques, aunque el bosque siempreverde abierto es el hábitat óptimo.
Tiene la capacidad, al igual que otras sitas, de trepar árboles, a diferencia de especies como pájaros carpinteros que solo puede escalarlos. Se alimenta activamente de insectos y arañas, y puede ser encontrado alimentándose en bandadas con otras paseriformes.
La especie es un típico trepador azul con cabeza grande, cola corta, y prominentes pico y pies. Llega a medir 12.5 cm de largo y es de color azul violáceo en las partes superiores, con mejillas color lavanda, partes inferiores color beige y una garganta blanquecina. El pico es de color rojo, y tiene un parche negro en la frente.
El macho tiene una lista superciliar negra, pero las hembras carecen de ella y tienen un color más cálido en la región inferior. Los jóvenes son versiones más apagadas del adulto. Hay cuatro variaciones diferentes de sombra en las partes inferiores y la extensión del blanco en la garganta también varía.
Los nidos están en agujeros o grietas de árboles, forrados de musgo, pieles y plumas, o hierba. Ocasionalmente, el trepador necesita agrandar el agujero, pero un agujero grande puede reducir el tamaño de su entrada por la construcción de una pared aseada de barro. La hembra pone tres a seis huevos blanco, salpicados con rojo.
Este es un pájaro ruidoso, ya que su llamado consta de un repetido «sit-sit-sit».

## Taxonomía
Según el  Congreso Ornitológico Internacional y Alan P. Peterson, existen cinco subespecies:
- S. f. frontalis Swainson, 1820, en el centro del Himalaya y de la India e Indochina;
- S. f. saturatior Hartert, 1902, en la península de Malaca, norte de Sumatra e islas conexas;
- S. f. corallipes (Sharpe, 1888), en Borneo;
- S. f. palawana Hartert, 1905, en Palawan (Filipinas Occidental); y,
- S. f. velata Temminck, 1821, en el sur de Sumatra y Java.